# So ein Satansbraten
So ein Satansbraten (Originaltitel: Problem Child) ist eine US-amerikanische Filmkomödie von Dennis Dugan aus dem Jahr 1990.

## Handlung
Ben Healy, Angestellter in der Firma seines Vaters „Big Ben“ Healy, und seine Frau Flo adoptieren den siebenjährigen Junior. Dieser erweist sich schnell als ein Satansbraten, der schon mehrfach in das Waisenhaus zurückgegeben wurde. Auch den Haushalt der Healys mischt er kräftig auf. Als er die Geburtstagsfeier eines Nachbarskindes verwüstet, entschließt sich Ben schweren Herzens, ihn ins Waisenhaus zurückzugeben. Doch Junior, der inzwischen erkannt hat, dass zumindest Ben es gut mit ihm meint, vereitelt ein Komplott von Flo und deren Bruder gegen Big Bens Vermögen. Ben trennt sich von Flo und erkennt, dass Junior auch gute Seiten hat. Er beschließt am Ende ihn allein groß zu ziehen.

## Produktion und Veröffentlichung
Der Film wurde von Oktober bis November 1989 in Texas gedreht. Drehorte waren Fort Worth, Irving, Dallas, Farmers Branch und Mesquite. Der Film startete am 27. Juli 1990 in den US-amerikanischen und am 8. November 1990 in den deutschen Kinos. Bei einem Budget von 10 Millionen US-Dollar spielte der Film 72,2 Millionen US-Dollar ein.

## Kritiken
„Bewußt respekt- und geschmacklose Attacke wider die Bigotterie scheinbarer bürgerlicher Wohlanständigkeit, die als rabenschwarze Komödie den neurotischen Erwachsenen die Schuld am kindlichen Fehlverhalten zuweist; trotz der überdrehten Form nachdenklich stimmend.“

„Was als Anarcho-Attacke auf Familienkitsch beginnt, endet im Schmalz. Fazit: Beginnt komisch und endet kitschig.“

## Fortsetzungen
1991 entstand mit Ein Satansbraten kommt selten allein eine erste Fortsetzung, bei der Brian Levant die Regie übernahm. In tragenden Rollen waren erneut u. a. John Ritter, Michael Oliver, Amy Yasbeck und Jack Warden zu sehen.
Die zweite Fortsetzung Ein Satansbraten ist verliebt wurde 1995 produziert. Der Film wurde von Greg Beeman inszeniert. Lediglich Jack Warden und Gilbert Gottfried aus den ersten beiden Filmen waren hier nochmals zu sehen.
1993 wurde eine 26-teilige Zeichentrickserie produziert.